# Bosszúság
A bosszúság egy kellemetlen hangulat amelyet olyan tényezők tesznek jellegzetessé, mint például, az irritáció, és figyelemelterelés. Olyan érzelmekhez vezethet mint például a frusztráció és a harag. Azt a tulajdonságot, amely a könnyen bosszús állapotba helyezést jelenti, ingerlékenységnek nevezik.
A fő irritáló tényezők: félelem és szorongás, a fő segítők: nyugalom, magány, kikapcsolódás.

## Pszichológia

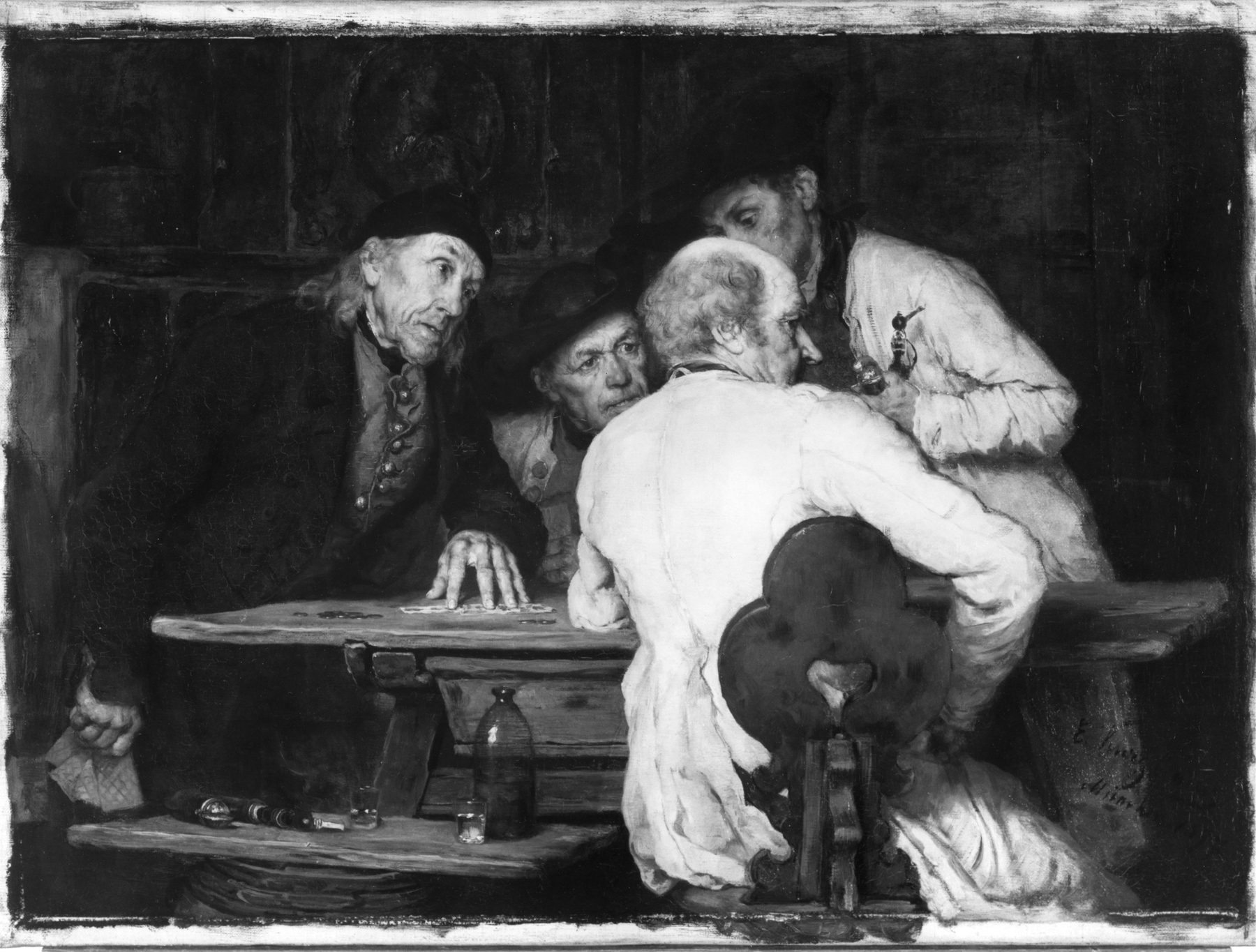
A Vita - Eduard Kurzbauer festménye

Több oka lehet, hogy valaki miért talál egy bizonyos stimulust ingerlékenynek. A bosszúság mérése nagyon szubjektív. Mérés kísérlete tekintetében az ezzel kapcsolatos pszichológiai tanulmányok  gyakran azon alapulnak, hogy az illetők hogyan értékelik a bosszúságukat egy skálán. Bármilyen stimulus idegesítő lehet, az is ha oldalba bökök az illetőt, de akár egy zeneszám ismételt lejátszása is. Sok inger, amely semleges, vagy először még kellemes is, bosszús állapotot idézhet elő az ismételt, folyamatos kitétel során. Az illető gyakran megfigyelheti ezt a jelenséget a könnyűzenében, mémeknél, reklámoknál és reklámzenéknél, amelyek természetüknél fogva ismétlődnek hetek vagy hónapok során.
Egy olyan tanulmány, amit az International Journal of Conflict Management újságban közöltek, rámutat, hogy az illető válasza az idegesítő dolgokra, legalábbis amikor a megfigyelt ok egy másik ember, szélsőséges szintekre tud beszivárogni, ha nem bánunk velük megfelelően. A tanulmány azt is megmutatta, hogy az illető gyakrabban okolta bosszúságért az illetőt aki idegesítő volt, mint önmagát.
A pszichológiai hadviselés képes idegesítő dolgok megteremtésére, hogy a célpont ellenállását megtörjék. Például, 1993-ban az FBI olyan zenét játszott hangszórókon, amely "különösen irritáló hatással bírt", a  Branch Davidian templom előtt Waco-banm Texas államban, azt megkísérelve, hogy David Koresh és követői megadják magukat.

## Lásd még
- Frusztráció
- Elidegenedés

## Fordítás
- Ez a szócikk részben vagy egészben  az   Annoyance című angol Wikipédia-szócikk ezen változatának fordításán alapul.  Az eredeti cikk szerkesztőit annak laptörténete sorolja fel. Ez a jelzés csupán a megfogalmazás eredetét és a szerzői jogokat jelzi, nem szolgál a cikkben szereplő információk forrásmegjelöléseként.